# Fantomiald
Pour l’article ayant un titre homophone, voir Fantomialde.
Fantomiald (Paperinik en version originale italienne) est un personnage de fiction de l'univers des canards créé en 1969 par le scénariste italien Guido Martina et le dessinateur italien Giovan Battista Carpi pour les studios Disney. En 1996, le personnage est modifié avec la création d'une nouvelle série : Powerduck. Cependant, le personnage original n'est pas abandonné et aujourd'hui, depuis l'arrêt en 2005 de la série de Powerduck, les histoires où il apparaît se basent bel et bien sur le personnage originel.

## Histoire
Dans les années 1960, les jeunes lecteurs italiens des bandes dessinées de Donald Duck se plaignent de ce qu'il soit toujours perdant face à Picsou ou à Gontran Bonheur. Le scénariste Guido Martina et le dessinateur Giovan Battista Carpi créent alors Paperinik, identité secrète et nocturne de Donald. Le nom est inspiré de Diabolik, personnage alors célèbre et maléfique des sœurs Angela et Luciana Giussani, et du nom italien de Donald, Paperino. Pour coller à cette idée, le nom français Fantomiald a été inspiré de celui de Fantômas,.
La première histoire de 60 pages, Comment on devient Fantomiald (Paperinik il diabolico vendicatore), est publiée en Italie en deux parties les 8 et 15 juin 1969. Donald devient propriétaire de la Villa Rosa (qui était censée appartenir à Gontran Bonheur mais qui lui a été donnée par erreur), maison abandonnée des abords de Donaldville. Il y découvre le journal et le costume de Fantomius, célèbre gentleman cambrioleur du début du XXe siècle. En secret, il apprend les techniques de Fantomius, et continue à agir en inoffensif et incompétent citoyen pour se venger la nuit contre son oncle, son cousin et la société. Pour cela, il fait fabriquer par Géo Trouvetou l'équipement de Fantomius et cambriole, la nuit, le matelas de Picsou (rempli de billets de banque).
Comment on devient Fantomiald  est devenu une histoire classique de la veine italienne de l'univers de Donald Duck. Elle est populaire car Donald y agit avec plus de confiance, d'intelligence et d'habileté qu'habituellement. Guido Martina a donné la possibilité à Donald de se venger des humiliations répétées de son entourage depuis des années mais cela a également donné un côté sombre au personnage.
La deuxième histoire, ''Fantomiald à la rescousse ! (Papernik alla riscossa) de 1970 est toujours écrite par Guido Martina mais cette fois-ci avec Romano Scarpa au dessin. C'est dans cette aventure que Géo lui présente ses différentes inventions dont des modifications sur la 313 (voiture de Donald) en trafiquant sa vitesse et en ajoutant des propulseurs et la possibilité d'envoyer du gaz éternuant. Un pulvérisateur de gaz "change-couleur" permet de modifier la couleur de la 313 entre rouge et noire facilement. Il a également créé des caramels capables d'effacer la mémoire nommés "Careffs" que Donald va utiliser par la suite au fil de ses aventures.
Dans l'histoire Le fil d'Ariane (Paperinika e il filo di Arianna) de 1973, une nouvelle héroine du nom de Fantomialde (Paperinika), identité secrète de Daisy Duck arrive faire de l'ombre à Fantomiald. Une rivalité va naître entre les deux avec l'histoire Fantomialde contre Fantomiald (Paperinika contro Paperinik) de la même année,.
Dans les histoires qui ont suivi la première, Fantomiald est davantage un vengeur masqué qu'un super-héros, usant souvent de moyens illégaux pour se faire connaître et se vengeant de son entourage proche. Les scénaristes corrigèrent cela en ne donnant plus pour cible à Fantomiald ses amis mais des criminels de Donaldville. Dorénavant, Donald mène une double vie comme Batman, résolu à combattre le crime. Des auteurs et dessinateurs créèrent à partir de Fantomiald des identités secrètes propres à d'autres personnages de Donaldville.
Dans une histoire des 17 et 24 septembre 1996, Le Secret de la Maison Rouge (Paperinik e il ritorno a Villa Rosa), Donald découvre un second volume du journal de Fantomius. Elle est signée de Fabio Michelini et Giovan Battista Carpi.
En France, « Paperinik » devient « Fantomiald » et ses histoires sont publiées dans Mickey Parade, recueil mensuel des histoires italiennes issues des univers de Donald Duck et Mickey Mouse à partir du 20 octobre 1974. En 1993, il partage la vedette avec Mickey dans l'éphémère magazine Mickey Mystère (9 numéros) composé de réimpressions.
En 2008, Fantomiald intègre le groupe des Ultrahéros au côté de Fantomialde, Super Dingo et Super Popop dans la série Les Ultrahéros (Ultraheroes) débutant avec l'histoire Les ultrahéros : Prologue .
Depuis le 25 mars 2017, l'éditeur Disney Hachette Presse a entrepris une intégrale complète et par ordre chronologique en France du personnage avec une publication trimestrielle chez les marchands de journaux intitulée Les Chroniques de Fantomiald. Chaque album de près de 300 pages est accompagné de documents exclusifs ainsi que d'histoires inédites jamais parues sur le territoire francophone. Il s'agit de la toute première fois qu'une telle intégrale est réalisée autour d'un personnage Disney. L'éditeur Glénat a lui aussi commencé à publier une intégrale complète des histoires du personnage. Le premier tome est sorti le 10 avril 2019 et un rythme de parution de deux tomes par an est prévu.

## Renaissance
Au début des années 1990, le personnage est abandonné par la majorité des auteurs. Disney Italia rénove les couvertures de la revue Paperinik avant de lancer un nouveau mensuel : PKNA - Paperinik New Adventures, proche du format des comics de super-héros.
De jeunes dessinateurs sont mis à contribution tels que Claudio Sciarrone, Alessandro Barbucci et Silvia Ziche, ainsi que de nouveaux auteurs dont Tito Faraci et Francesco Artibani.
Les histoires accompagnées de dossiers et d'analyses relèvent désormais de la science-fiction et font apparaître robots, intelligence artificielle, extraterrestres, etc.
La revue a connu deux versions :
- PKNA - Paperinik New Adventures, 50 numéros, 1996-2001
- PK², 18 numéros, 2001-2002.

Depuis 2002, elle est remplacée par PK (ou PK - Pikappa en Italie, PowerducK en France). Ces bandes dessinées donnent une origine tout à fait différente au statut de super-héros de Donald. Ce nouveau personnage est appelé en France PowerducK (familièrement PK). Le costume est assez proche de celui de Fantomiald, excepté son bouclier. La série sera arrêtée en 2005.
Le personnage originel ne fut pas abandonné pendant cette période et d'ailleurs, après l'arrêt en 2005 de Powerduck, les dessinateurs sont revenus au Fantomiald originel. Les deux personnages peuvent très bien être différenciés par le ton utilisé dans leurs histoires : dans la série Powerduck les personnages et l'ambiance sont plutôt sérieux, tandis que les histoires de la série Fantomiald sont généralement comédiques.

## Principaux ennemis
Au début de la série, les principaux ennemis de Fantomiald sont Gontran, Picsou (finalement, il l'aura plus aidé que contré) et Flairsou. Peu à peu, d'autres ennemis sont rajoutés comme les Rapetou ou Intoxman.

## Noms dans d'autres langues
- Allemand : Phantomias
- Anglais : Superduck
- Danois : Stålanden ("Canard d'Acier")
- Espagnol : Patomas
- Espéranto : Superanso
- Finnois : Taikaviitta ("Cape magique")
- Italien : Paperinik
- Néerlandais : Superdonald
- Polonais : Superkwęk
- Portugais : Super Pato ("Super Canard")
- Suédois : Stål-Kalle ("Canard d'Acier")

Les noms danois et suédois sont inspirés du surnom anglais de Superman, the Man of Steel.